# Ipomoea purpurea
Il campanello purpureo o campanella purpurea (Ipomoea purpurea (L.) Roth, 1787) è una pianta rampicante della famiglia delle Convolvulacee. È usata in Italia come pianta ornamentale, per la bellezza dei fiori, sia pur effimeri, e la capacità di ricoprire bersò, pergolati, reti di recinzione e di salire lungo fili appositamente tesi.

## Descrizione
Come tutti i campanelli rampicanti, la pianta si intreccia attorno alle strutture, raggiungendo un'altezza di 2–3 m e più. Le foglie sono a forma di cuore e gli steli sono ricoperti di sottilissimi peli bruni o verdi. I fiori sono a forma di tromba o campanello, di colore prevalentemente viola o lilla o magenta o bianco; hanno un diametro di 3–6 cm.

## Distribuzione e habitat
La specie è nativa del Messico, dell'America centrale e del Sud America. È naturalizzata in tutte le regioni temperate calde e subtropicali del mondo.
La crescita della pianta è favorita dal terreno umido e ricco, ma può essere trovata in crescita in un'ampia gamma di tipi di terreno.

## Coltivazione
Il campanello purpureo viene coltivato per i suoi attraenti fiori viola e bianchi e ha molte cultivar ornamentali. Le cultivar più comuni includono:
- I. purpurea var. Crimson Rambler (fiori rosso-viola con gola bianca);
- I. purpurea var. Grandpa Ott's;
- I. purpurea var. Kniola's Black Knight;
- I. purpurea var. Star of Yelta (fiori in varie sfumature di viola intenso con gole bianche o rosa pallido)
- I. purpurea var. Via Lattea (corolla bianca con accenti malva).

## Colore del fiore
I glicosidi cianidina acilati possono essere isolati dai fiori viola di I. purpurea. Questi antociani sono tutti a base di cianidina 3-soforoside-5-glucoside, acilata con acido caffeico e/o acido p-cumarico.
I glicosidi pelargonidinici acilati possono essere isolati dai fiori rosso porpora di I. purpurea. Gli antociani acilati sono tutti a base di pelargonidina 3-soforoside-5-glucoside, acilati con acido caffeico e/o acido glucosilcaffeico.

## Trattamenti tossici
I semi commerciali di Ipomoea purpurea sono comunemente trattati con metilmercurio tossico, che funge da conservante e da veleno neurotossico cumulativo che è considerato utile da alcuni per scoraggiarne l'uso alimentare, pericoloso per la salute.